# 1341 هـ
1341 هـ هي سنة في التقويم الهجري امتدت مقابلةً في التقويم الميلادي بين سنتي 1922 و1923.

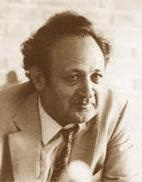
عبد الحسين زرين كوب

## مواليد
- عبد الله الفيصل بن عبد العزيز آل سعود
- محيي الدين المامقاني
- عمر بن أحمد جردي مدخلي
- أبو العرفان الندوي
- أحمد مصطفى
- إبراهيم السامرائي
- تقي الطباطبائي القمي
- سعيد العبد الله
- سلمى الحفار الكزبري
- صبحي سعدو
- عبد الحسين زرين كوب
- عبد العزيز السنيد
- عبد المنعم الجداوي
- عدنان الباجه جي
- فتحي الخولي
- محمد سعيد المسلم
- مساعد بن عبد العزيز آل سعود
- يوسف عبد القادر خليف

## وفيات
- أحمد كمال باشا
- إسماعيل صبري
- الشريف عبد الحي الندوي
- الملا عثمان الموصلي
- جواد مرتضى
- خانم قراءت الشيرازية
- سعدون السويحلي
- عبد المسيح الأنطاكي
- كرل بتسولد
- هارفي بورتر
- يحيى الوتري
- محمود شكري الألوسي.
- حسن بن حسين بن علي آل الشيخ